# Igor Sawczenko
Igor Andriejewicz Sawczenko (ros. Игорь Андреевич Са́вченко; ur. 28 września?/11 października 1906 w Winnicy, zm. 14 grudnia 1950 w Moskwie) – radziecki reżyser filmowy. Znany m.in. z wyreżyserowania filmów biograficznych m.in. Bohdan Chmielnicki (1941) i Taras Szewczenko (ukończony po śmierci reżysera w 1951 roku przez jego uczniów – Aleksandra Ałowa i Władimira Naumowa).
Od 1919 pracował w teatrach m.in. jako pomocnik kostiumowca i później aktor, w 1926 rozpoczął naukę na warsztatach reżyserskich Leningradzkiego Instytutu Sztuk Scenicznych, po ukończeniu których w 1929 został aktorem i reżyserem bakijskiego teatru młodzieży robotniczej. Od 1932 do 1935 był głównym reżyserem moskiewskiego teatru młodzieży robotniczej, w 1933 został reżyserem studia filmowego Mieżrabpromfilm, a w 1938 reżyserem bakijskiego studia filmowego. Podczas wojny z Niemcami był reżyserem studia filmowego w Aszchabadzie i kierownikiem artystycznym studia filmowego Sojuzdietfilm oraz reżyserem studia filmowego Mosfilm. Od 1945 do 1950 był wykładowcą WGIK-u i kierownikiem warsztatów reżyserskich.
Pochowany na Cmentarzu Nowodziewiczym w Moskwie.

## Wybrana filmografia
- 1941: Bohdan Chmielnicki
- 1944: Iwan Nikulin, rosyjski marynarz
- 1951: Taras Szewczenko

## Nagrody
- Nagroda Stalinowska (trzykrotnie, 1942, 1949 i 1952)
- Specjalny dyplom honorowy na Międzynarodowym Festiwalu Filmowym w Karlowych Warach (1952, za film Taras Szewczenko)
- Główna nagroda na Międzynarodowym Festiwalu Filmowym Pracujących w Czechosłowacji (1948, za film Trietij udar)